# ELEVEN GRAFFITI
『ELEVEN GRAFFITI』（イレブン・グラフィティ）は、1997年7月2日に発売されたORIGINAL LOVE通算7作目のスタジオ・アルバム。

## 解説
ルーツ・ミュージックへ接近した前作『Desire』から一転、本格的に打ち込みを取り入れた初作品。以後、2000年リリース『ビッグクランチ』まで、打ち込みとバンド・サウンドの一体化によるアルバムがリリースされた。
田島貴男が「本当に久しぶりに、作って爽快な気分になった」と語る本作。楽曲について、前作からの大きな変化を田島はインタビューで「『Desire』を作っているぐらいまでっていうのは、ファースト・アルバムとか、もしくはそれ以前のオリジナル・ラヴでやってた音楽が嫌だったっていうか。もっと歌もうまくなっているし、ギターもうまくなってるし、音楽もいい事やってるんだ、みたいな。そういう気負いが必要以上にあったかもしれないね。だけど『Desire』を作り終えて、何か自動的にスイッチが入ったみたいに、今まで僕がやってきた、デビュー・アルバムの頃でもいいし、それ以前でもいいし、そういう音楽を本当にフラットに見られるようになったところはあります」「『Desire』の頃は、たまたま民族楽器の音色、響き。そういったものにすごくはまっていた時期でもあったし。民族楽器のその音色、響きっていうのは、やっぱり何百年とかほとんど変わらない訳だし、まして10年20年で変わるものでもないし。そういう時間的な普遍性っていったらいいのかな。だから『Desire』っていうのは、ある意味で現在でもない過去でもない、未来でもない、どこでもない、そういうポップスっていうのを作ろうとしていたのかな。それで『Desire』を作り終えて、今回は間違いなく現在だよね。現在に向けて音楽を作りたかった。現在に向けての音楽をやるべきだと」「とにかく去年（1996年）、一昨年、その前ぐらいからかな、3か月ごとに名前の挙がる、話題になるミュージシャンがどんどん変わっていって。それはそれでいいんだけど、でもちょっと上の大きい視点から見てみると、実は新しい音楽なんて何も出てきていないみたいなさ。そういう状況に疲れちゃっているって言ったらいいのかな。ある意味混乱している訳じゃないですか。今、音楽のジャンルっていうか、そういうものは凄く幅が広がったしさ、たくさんあるでしょ。その中で、アーティストはみんな狭い範囲でしか音楽をやらなくなってきちゃっているところもあるし、そういう中でシンガー・ソングライターとしてのポップスっていうものをどういうふうに作っていったらっていう迷いがあって。一昨年『Desire』作っている頃は1年に1000枚ぐらい買ったんだけど、7割ぐらい民族音楽。そういう中でアイディアをインスパイアされて作っていったっていうのはありますね。で、『Desire』作り終えて、去年はほとんど9割9分ぐらい、もう新譜ばっかり買ってて。今回のアルバムを作ろうと思った時に、そういった混乱自体をアレンジのテーマにして出しちゃおうっていうか」「で、そういうやり方だと必ず、アルバムであったりとかアレンジであったりとか混乱してくるんだけど、そういうものを、今まではうまくまとめよう、まとめようみたいなことをしていたかもしれないけど、今回はもう、そういうのを全部、まとめて出しちゃえ、と。そうする事によって、僕が感じている事、もしくは僕が感じている以上のことかもしれないですけれど、今を生きている人達に、曲が伝わるんじゃないかっていう気がしてたんです」と答えている。
また、歌詞の変化についても、田島は「（今回は）何か粗削りな感じだよね。ギザギザしているっていうか。『Desire』っていうのは、ストイックだったっていうか、言いたい言葉を選んでいたっていうか。例えば命だったら命みたいに、そういう言葉を直接使ったりとか。今回は詞を、自分の普段ふらふらしてて思い付いた言葉をダーッと並べて、その中から詞のイメージを涌かしていったりとか。そういうやり方っていうのは、今の僕にとっては凄くリアリティを持たせるやり方かもしれないなと思って」「今も同じ場所にいるとか、何も始まってないとか、そういう気持ちで作ってた」「何かね、今回はそんなふうに思えた。だから今回のアルバムから何か始められそうな、そういう予感っていうか期待っていうか、そういうのが胸の中にわずかだけど涌いてきた感じがしますね。俺の中では何も変わってねーな、みたいなさ。そんな感じなんだよな」と話している。
「2分の路上駐車」と「机の上のファントム」は、演奏以外は田島のコーラスのみで歌詞がないインスト・ナンバー。「ティラノサウルス」は、LOVE T.K.O.によるリミックス・ヴァージョンとのカップリングでアナログ12インチとして、1997年9月から12月にかけて行われたコンサート・ツアー会場で限定販売された。また、1998年リリースのシングル「ディア・ベイビー」のカップリングに、12月6日の渋谷クラブクアトロでのライブ音源が収録されたほか、ライブ映像がビデオ集『LOVE,SICK,DEVIL』に収録された。また、「ティラノサウルス」と「ペテン師のうた」は、1999年リリースのライブ&リミックス・アルバム『XL』にスタジオ・ライブにて再録された。

## 収録曲
全曲 作詞・作曲・編曲：田島貴男
1. ティラノサウルス  –  (5:29)[1]
2. ペテン師のうた  –  (3:47)[1]
3. ビター・スウィート  –  (5:18)[1]
4. アイリス  –  (5:28)[1]
5. 2分の路上駐車  –  (1:25)[1]
6. ローラー・ブレイド・レース  –  (3:18)[1]
7. アンブレラズ  –  (4:38)[1]
8. 机の上のファントム  –  (1:55)[1]
9. サーディンの缶詰め  –  (4:10)[1]
10. GOOD MORNING GOOD MORNING  –  (3:47)[1]
11. 踏みかためられた大地  –  (5:04)[1]

## クレジット

### ティラノサウルス
| 田島貴男 : | - VOCAL, CHORUS, GUITARS - & HAND CLAP |

|                        |
| 佐野康夫 : DRUMS       |
| 沖山優司 : BASS        |
| 中山努 : ORGAN & SYNTH |

### ペテン師のうた
| 田島貴男 : VOCAL, CHORUS & GUITARS |
|                                    |
| 佐野康夫 : DRUMS                   |
| 沖山優司 : BASS                    |
| 中山努 : ACOUSTIC PIANO            |
| 三沢マタロウ : PERCUSSION          |
| 平原まこと : BARITONE SAX          |
| 旭孝 : RECORDER                    |
| リクオ : ACCORDION                 |
| THREE PC'S : CHORUS                |

### ビター・スウィート
| 田島貴男 : VOCAL, CHORUS & GUITARS     |
|                                        |
| 佐野康夫 : DRUMS                       |
| 沖山優司 : BASS                        |
| 中山努 : ACOUSTIC PIANO, ORGAN & SYNTH |
| 三沢マタロウ : PERCUSSION              |
| 旭孝 : RECORDER                        |
| 香取良彦 : GROCKEN                     |

### アイリス
| 田島貴男 : VOCAL & CHORUS |
|                           |
| 佐野康夫 : DRUMS          |
| 沖山優司 : BASS           |
| 中西康晴 : ACOUSTIC PIANO |
| 三沢マタロウ : PERCUSSION |
| 徳武弘文 : GUITARS        |
| 桑野STRINGS : STRINGS     |

### 2分の路上駐車
| 田島貴男 : CHORUS          |
|                            |
| 佐野康夫 : DRUMS           |
| 沖山優司 : BASS            |
| 中山努 : ACOUSTIC PIANO    |
| 武川雅寛 : VIOLIN          |
| 徳武弘文 : ACOUSTIC GUITAR |
| 西海孝 : MANDOLIN          |

### ローラー・ブレイド・レース
| 田島貴男 : VOCAL, CHORUS & GUITAR |
|                                   |
| 佐野康夫 : DRUMS                  |
| 沖山優司 : BASS                   |
| 平原まこと : BARITONE SAX         |

### アンブレラズ
| 田島貴男 : VOCAL, CHORUS & GUITARS |
|                                    |
| 沖山優司 : BASS                    |
| 中山努 : SYNTH                     |
| 三沢マタロウ : PERCUSSION          |
| 香取良彦 : GROCKEN                 |
| 松田幸一 : BASSHARP                |

### 机の上のファントム
| 田島貴男 : CHORUS & ACOUSTIC GUITARS |
|                                      |
| 中山努 : SYNTH                       |
| 斉藤ネコ : VIOLIN                    |
| 香取良彦 : MARIMBA                   |
| 三沢マタロウ : PERCUSSION            |

### サーディンの缶詰め
| 田島貴男 : | - VOCAL, CHORUS, GUITARS - & BLUES HARP |

| 佐野康夫 : DRUMS          |
| 沖山優司 : BASS           |
| 中山努 : SYNTH            |
| 三沢マタロウ : PERCUSSION |

### GOOD MORNING GOOD MORNING
| 田島貴男 : VOCAL, CHORUS & GUITARS |
|                                    |
| 佐野康夫 : DRUMS                   |
| 沖山優司 : BASS                    |
| 中山努 : ORGAN & SYNTH             |
| 三沢マタロウ : PERCUSSION          |
| パトリック・ヌジェ : ACCORDION     |

### 踏みかためられた大地
| 田島貴男 : VOCAL, CHORUS & GUITARS |
|                                    |
| 佐野康夫 : DRUMS                   |
| 沖山優司 : BASS                    |
| 中西康晴 : ACOUSTIC PIANO          |
| 三沢マタロウ : PERCUSSION          |

### スタッフ
| PRODUCE, ALL LYLICS, MUSICS and ARRANGEMENT by TAJIMA TAKAO          |
|                                                                      |
| RECORDING STAFF                                                      |
| MIX-DOWN ENGINEER: 森岡徹也 (SME)                                    |
| RECORDING ENGINEER: 森岡徹也 (SME), 橋本仁司 (SME)                   |
| ASSISTANT ENGINEER: 和田幸保, 長廣まな, 新倉真由美                   |
| MASTERING ENGINEER: 小鉄徹 (JVC MASTERING CENTER)                    |
| MANIPULATOR: 成田真樹                                                |
| PRE-PRODUCTION STUDIO: WONDERFUL WORLD STUDIO                        |
| RECORDING STUDIO: BURNISH STONE, ONE VOICE, LANDMARK                 |
| MASTERING STUDIO: JVC MASTERING CENTER                               |
|                                                                      |
| ASSOCIATE PRODUCE: 近本隆 (WONDERFUL WORLD)                          |
| RECORDING PRODUCTION & ARTIST MANAGEMENT: 尾花冬樹 (WONDERFUL WORLD) |
| A&R CHIEF 国吉静冶 (PONY CANYON)                                     |
| A&R DIRECTOR: 池田正義 (PONY CANYON)                                 |
| PROMOTION DESK: 上田広志 (PONY CANYON)                               |
| SALES PROMOTION: 角田渡 (PONY CANYON)                                |
|                                                                      |
| ART DIRECTION: 駿東宏                                                |
| DESIGN: 中沢貴之 + スントー事務所                                    |
| PHOTOGRAPHY: BRUCE OSBORN                                            |
| STYLING: 大久保篤志                                                  |
| HAIR MAKE: 宮澤雄二 (JET)                                            |

## リリース日一覧
| 地域 | リリース日    | レーベル    | 規格 | カタログ番号 |
| ---- | ------------- | ----------- | ---- | ------------ |
| 日本 | 1997年7月2日  | PONY CANYON | CD   | PCCA-01114   |
| 日本 | 2014年6月18日 | PONY CANYON | HQCD | PCCA-50187   |